# Cyperns ambassad i Stockholm
Cyperns ambassad i Stockholm är Republiken Cyperns diplomatiska relation till Sverige. Ambassaden är även sidoackrediterad till Norge och Lettland. Ambassadör sedan 2022 är Solov Savva.
Ambassaden ligger på Styrmansgatan 4. Cypern och Sverige upprättade diplomatiska relationer 1960, samma år som Cypern blev självständigt, och ambassaden öppnades 1994.

## Beskickningschefer
| Namn               | Period    | Funktion   |
| ------------------ | --------- | ---------- |
| Costas Papadimas   | 2002–2006 | Ambassadör |
| ?                  | 2006–2010 | Ambassadör |
| George Chacalli    | 2010–2013 | Ambassadör |
| ?                  | 2013–2017 | Ambassadör |
| Sotos A. Liassides | 2017–2022 | Ambassadör |
| Solov Savva        | 2022–     | Ambassadör |